# Cotesia limenitidis
Cotesia limenitidis är en stekelart som först beskrevs av Riley 1871.  Cotesia limenitidis ingår i släktet Cotesia och familjen bracksteklar. Inga underarter finns listade i Catalogue of Life.